# کوه و افعی
«کوه و افعی» (به انگلیسی: The Mountain and the Viper) هشتمین اپیزود از فصل چهارم سریال درام-فانتزی آمریکایی، بازی تاج‌وتخت، و به طور کلی سی و هشتمین اپیزود پخش شده از این مجموعه است. این اپیزود در تاریخ ۱ ژوئن ۲۰۱۴ از شبکه کابلی اچ‌بی‌او به نمایش درآمد.